# كريستينا إيوستاس
كريستينا إيوستاس (بالإسبانية: Cristina Eustace)‏ هي مغنية مكسيكية، ولدت في 25 مايو 1979 في تشيهواهوا في المكسيك.

## وصلات خارجية
- الموقع الرسمي